# Navidad Melancólica
Navidad Melancólica es el decimoctavo álbum de estudio de la cantante mexicana Thalía. Fue lanzado el 1 de noviembre de 2024 a través de Sony Music Latin.Es el primer material discográfico de corte navideño grabado por la cantante. Thalía fungió como productora ejecutiva del álbum, colaborando con productores como Wilkins Maldonado, Orlando Vitto, entre otros. El disco consta de cinco villancicos inéditos y dos covers clásicos. El primero de los covers, «Al Mundo Paz» es una adaptación del tema en inglés Joy to the World,  y el segundo cover se trata de «Feliz Navidad», el clásico navideño de José Feliciano, el cual Thalía ya había lanzado como sencillo en 2020.
El estilo musical del álbum se distancia de otros discos navideños tradicionales y en su lugar explora ritmos latinos como la bachata, la cumbia y el tropical, así como la balada pop.

## Antecedentes y grabación
El 20 de noviembre de 2020, Thalía ya había publicado el sencillo «Feliz Navidad», cover del clásico navideño compuesto y popularizado por José Feliciano en 1970. La versión de Thalía intercala letras en español e inglés, en un ritmo que fusiona el merengue y el electrónico producido por Armando Ávila.Aunque este tema en su momento fue lanzado como sencillo unitario, posteriormente se incluiría como el último track de Navidad Melancólica.
Thalia comenzó la grabación del disco en marzo de 2024, luego de recibir una llamada telefónica de la disquera donde le propusieron trabajar con dos nuevos compositores en la ciudad de Miami. Tras componer un tema pop con ellos, les propuso la idea de escribir una canción navideña y a partir de ahí surgieron los demás temas del disco, los cuales terminaron de ser grabados en un total de tres semanas.Durante este periodo fue que también conoció al cantante Marcos Witt y su equipo de producción, con los cuales grabó el tema «Nació la Luz» entre otros.
Uno de los temas grabados para este disco fue «Nueva Navidad» el cual fue compuesto por la cantante dominicana Olga Lara. Lara reveló durante una entrevista para el canal de televisión RTVD4 que se lo presentó a Thalía como una de las opciones para el álbum. Según Lara, Thalía decidió grabarlo de inmediato al relacionar la letra con la ausencia de su madre, quien falleció varios años atrás.

## Lanzamiento y promoción
El 9 de octubre de 2024, Thalía anunció la fecha de lanzamiento del disco, publicando la carátula de éste en su cuenta de Instagram. Además de su publicación en plataformas digitales, el disco sería lanzado en vinilo, con las primeras 100 copias vendidas firmadas por ella.
El 1 de noviembre de 2024, mismo día del estreno del disco, se lanzó el primer sencillo titulado «Nació la Luz» en colaboración con el cantante cristiano Marcos Witt.Un video musical acompañó al tema en donde se puede ver el proceso de grabación de los dos cantantes en el estudio.La siguiente semana, Thalía viajó a México para presentar el material discográfico a la prensa, ofreciendo entrevistas a diferentes medios de comunicación.
El segundo sencillo, «Nueva Navidad» se publicó junto con su video musical el 7 de noviembre de 2024.Se trata de un tema inédito compuesto por la cantante dominicana Olga Lara.El 22 de noviembre de 2024, se publicó un visualizer para el tema «Tengo lo que quiero» a través de su canal oficial de YouTube.El 29 de noviembre de 2024 se publicó un vídeo lírico para el tema «Al Mundo Paz».
El 4 de diciembre de 2024, Thalía se presentó en vivo en el evento del encendido del árbol navideño en Rockfeller Center de Nueva York donde interpretó los temas «Feliz Navidad» y «Nueva Navidad», así como una versión en inglés y español del tema «Joy to the World».Aunque esta versión no está incluida en el álbum, fue lanzada como sencillo promocional tras su presentación.El 5 de diciembre de 2024 fue publicado el vídeo oficial del tema «Velitas».El 13 de diciembre de 2024 se publicó un vídeo lírico para el tema «Barrio Bravo en Navidad».

## Rendimiento comercial y recepción
Tras su lanzamiento, Navidad Melancólica se posicionó en los primeros lugares de iTunes en diversos países latinoamericanos, incluyendo México, Argentina, Chile, Guatemala, Venezuela, República Dominicana, entre otros.

## Listado de canciones
| Navidad Melancólica |                                  |                                                                  |          |  |
| N.º                 | Título                           | Escritor(es)                                                     | Duración |  |
| 1.                  | «Nueva Navidad»                  | Thalía Sodi, Olga Lara                                           | 3:35     |  |
| 2.                  | «Tengo Lo Que Quiero»            | Sodi, Orlando Vitto, Carlos Santander, Renzo Bravo, Aleza Zabala | 2:16     |  |
| 3.                  | «Nació la Luz» (con Marcos Witt) | Sodi, Jonathan Mark Witt, Steven Daniel Richards                 | 3:17     |  |
| 4.                  | «Velitas»                        | Sodi, Vitto, Santander, Bravo, Zabala                            | 3:24     |  |
| 5.                  | «Barrio Bravo en Navidad»        | Sodi, Camilo Lara                                                | 3:03     |  |
| 6.                  | «Al Mundo Paz»                   | George Frederic Handel, Isaac Watts                              | 2:47     |  |
| 7.                  | «Feliz Navidad»                  | José Feliciano                                                   | 3:41     |  |